# 아리카이파리나코타주

아리카 이 파리나코타 주의 위치

아리카 이 파리나코타 주(스페인어: XV Región de Arica y Parinacota)는 칠레 최북단에 위치한 주로 주도는 아리카이며 면적은 16,873.3km2, 인구는 213,595명(2012년 기준)이다.
2007년 10월 8일 타라파카 주에서 분리되어 신설되었다. 북쪽으로는 페루, 동쪽으로는 볼리비아와 국경을 접하며 남쪽으로는 타라파카 주와 접한다. 2개 현(아리카 현, 파리나코타 현)을 관할한다.

주기
주 문장

## 같이 보기
- 아타카마 사막